# Eupenicillium cryptum
Eupenicillium cryptum är en svampart som beskrevs av Goch. 1986. Eupenicillium cryptum ingår i släktet Eupenicillium och familjen Trichocomaceae.   Inga underarter finns listade i Catalogue of Life.